# Arró
Arró es una entidad municipal descentralizada que pertenece al municipio de Las Bordas, tiene una población de 28 habitantes, está situado en la comarca del Valle de Arán en el norte de la provincia de Lérida (España). 
Dentro del Valle de Arán forma parte del tercio de Irissa o Lairissa. Se encuentra a una altitud de 885 metros situado en el margen derecho del río Garona, se accede por la carretera de Arró que parte de la carretera N-230 cerca de la población de Las Bordas.

## Monumentos y lugares de interés
- Iglesia de San Martín, en origen de estilo románico, y posteriormente barroco, de los siglos XI,XVII-XVIII.[2]